# 埃斯科·雷卡特
埃斯科·雷卡特（芬蘭語：Esko Rechardt，1958年5月9日—），芬兰男子帆船运动员。他曾代表芬兰参加1980年和1984年夏季奥林匹克运动会帆船比赛，其中在1980年奥运会获得一枚金牌。